# Fallacia elegans
Fallacia elegans är en skalbaggsart som beskrevs av Franz Faldermann 1837. Fallacia elegans ingår i släktet Fallacia och familjen långhorningar.
Artens utbredningsområde är Iran. Inga underarter finns listade i Catalogue of Life.